# Ким Чон Тхэ
Ким Чон Тхэ (кор. 김청태?, 金清泰?, р.6 июля 1980) — южнокорейский стрелок из лука, олимпийский чемпион.

## Биография
Родился в 1980 году. В 2000 году на Олимпийских играх в Сиднее стал чемпионом в командном первенстве, а в личном первенстве занял 5-е место. 